# Museu Histórico Visconde de São Leopoldo

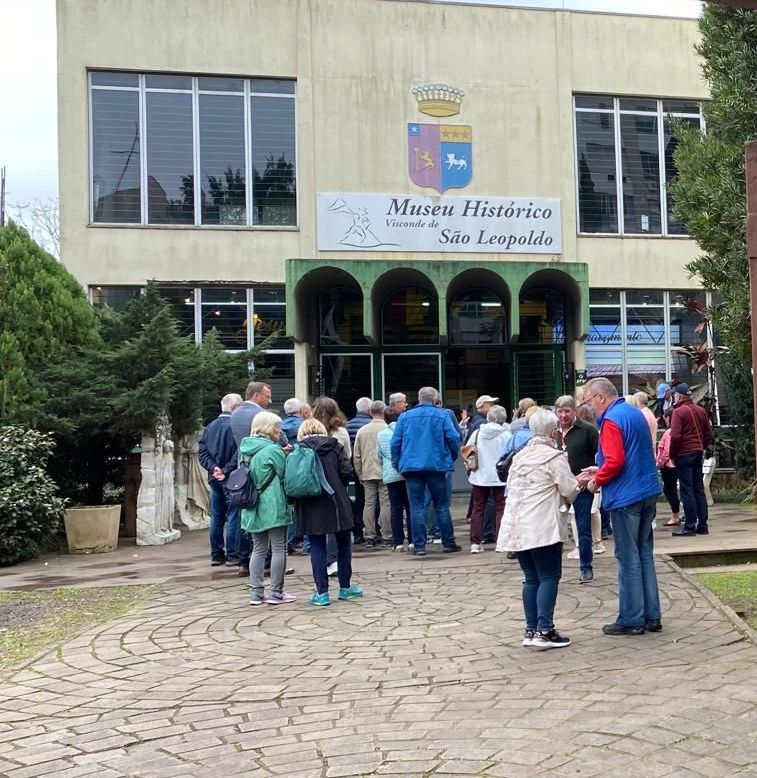
Eingang zum Museu Histórico Visconde de São Leopoldo

Das Museu Histórico Visconde de São Leopoldo (deutsch: Historisches Museum zur Geschichte der Einwanderung und Kolonisation in São Leopoldo) befindet sich in São Leopoldo in Südbrasilien. Es wurde am 20. September 1959 gegründet.

## Beschreibung
Das Museum wurde von dem Schriftsteller, Historiker und Professor Thelmo Lauro Müller zusammen mit dem Geschäftsmann und Forscher Germano Moehlecke sowie dem Professor und Architekten Kurt Schmeling konzipiert, um der Geschichte der deutschen Einwanderung in Brasilien einen Raum zu geben.
Es ist eine private, gemeinnützige Einrichtung die von einem Netzwerk von Freunden und Förderern getragen wird. Durch ehrenamtliches Engagement und finanzielle Unterstützung wird der Museumsbetrieb ermöglicht. Seit 1985 ist das Museum in einem Neubau untergebracht. Es enthält unter anderem ein historisches Archiv mit 140.000 Dokumenten, 38.000 Zeitungen, 13.000 Fotografien und einer Bibliothek von 9.000 Bänden über die Geografie, Geschichte, Kunst und Kultur im Zusammenhang mit der Kolonisierung in São Leopoldo und Südbrasilien. Eines der wertvollsten Stücke des Museums ist eine deutsche Bibel aus dem Jahr 1765.
Auch das Museum wurde durch die schweren Überschwemmungen in Rio Grande do Sul 2024 betroffen. Es stand unter Wasser und viele Ausstellungsstücke wurden zerstört oder beschädigt. Das Museum musste für mehrere Monate geschlossen werden. Mittlerweile ist das Museum renoviert und ab dem 25. Juli 2024 wurde es wieder für Besucher geöffnet.
Jährlich wird das Museum von mehreren Tausenden Besuchern besichtigt und ist somit eine der größten Touristenattraktionen der Stadt und der Region.